# والتر ريد (لاعب كريكت)
والتر ريد (بالإنجليزية: Walter Reed)‏ (4 فبراير 1839 في المملكة المتحدة - 17 مارس 1880 في المملكة المتحدة) هو لاعب كريكت بريطاني (وحمل سابقاً جنسية المملكة المتحدة لبريطانيا العظمى وأيرلندا). لعب مع نادي مقاطعة ساسكس للكركيت ‏.

## وصلات خارجية
- والتر ريد على موقع إي آس بي آن كريك إنفو (الإنجليزية)